# Юнус ибн Хабиб ад-Дабби
Абу́ Абдуррахма́н Ю́нус ибн Хаби́б ад-Дабби́ (араб. أبو عبد الرحمن يونس بن حبيب الضبي‎) — известный арабский лингвист, грамматист басрийской школы.
Юнус ибн Хабиб родился в селении Джаббул (араб. جَبُّل‎) между Багдадом и Васитом. По происхождению — неараб (аджам). Обучался у Абу Амра ибн аль-Ала и Хаммада ибн Саламы. Его учениками были Сибавейхи, аль-Кисаи, Абу Закария аль-Фарра и др. Сибавейхи цитировал Юнуса ибн Хабиба в своей «Книге» 217 раз.
Его перу принадлежат такие труды, как: Ма’ани аль-Куран (معاني القرآن‎), аль-Лугат (اللغات‎), ан-Навадир (النوادر‎), аль-Амсаль (الأمثال‎).
Согласно Халифе ибн Хайяту, Юнус ибн Хабиб умер в 799 году. Он не был женат и не оставил после себя потомков.